# Eukoenenia strinatii
Eukoenenia strinatii Condé, 1977 è un aracnide palpigrado della famiglia Eukoeneniidae.

## Distribuzione e habitat
È un artropode troglobio, considerato endemico della grotta di Bossea (Piemonte, Italia) fino al 2017. La specie è stata recentemente segnalata in altre 4 grotte del Piemonte.